# Luis Sáez (jockey)
Luis Sáez (Garachiné, Darién, 19 de mayo de 1992)  es un jockey panameño. Sáez montó a Maximum Security para terminar primero en el Derby de Kentucky de 2019, pero posteriormente fue descalificado debido a interferencia. Posteriormente, los dos ganaron la carrera más rica del mundo, la Copa Saudita de 20.000.000 de dólares, en 2020. Sáez ganó su primera carrera de la Breeders' Cup en 2020 y su primer American Classic en 2021, ambas con el campeón Essential Quality.

## Biografía
Sáez nació el 19 de mayo de 1992 en Garachiné, Darién. Creció en una granja y se entrenó para ser jockey en la Academia de Entrenamiento de Jockey Laffit Pincay Jr. en Panamá. Montó a 37 ganadores en Panamá antes de mudarse a los Estados Unidos. Su hermano menor, Juan, también se convirtió en jockey, pero murió en un accidente de equitación en Indiana Grand en 2014. Sáez dedicó su victoria en el Belmont Stakes 2021 a su hermano.Sáez corre predominantemente en el circuito de carreras de Nueva York y considera a Belmont Park su segundo hogar. Su altura es 62 pulgadas (157,5 cm) y su peso de conducción es 111 libras (50,3 kg).

### Carreras
Saaz obtuvo su primera victoria en los Estados Unidos el 20 de agosto de 2009, a bordo de Fearless Honor en Calder Race Track. Su primera victoria en juego fue en 2009 en Needles Stakes en Calder con Cinnamon Road. Su primera victoria en clásicos de grado fue en 2010 con Twilight Meteor en el Tropical Park Handicap, nuevamente en Calder. En 2013, Sáez obtuvo su primera victoria Grado I a bordo de Will Take Charge en Travers Stakes. Los dos también ganaron el Derby de Pensilvania y el Clark Handicap, y terminaron segundos en la Breeders' Cup Classic de 2013. Will Take Charge ganó el Premio Eclipse como el potro de tres años Campeón de ese año.Sáez empató un récord de Gulfstream Park el 24 de enero de 2018, cuando montó siete ganadores en una sola tarjeta. El 9 de noviembre de 2018, registró su victoria número 2000 cuando ganó la cuarta carrera en Aqueduct en Y'allcomenow. En 2019, Sáez se asoció con Maximum Security para ganar en el Florida Derby, Haskell Invitational y Clark Handicap. Sin embargo, estas victorias se vieron eclipsadas por una controvertida descalificación en el Derby de Kentucky cuando Maximum Security se desvió cuando el campo giró hacia casa con el potro a la cabeza. Sáez dijo que el caballo había reaccionado al ruido de la multitud en el campo, pero fue inmediatamente controlado. Sin embargo, el viraje afectó a varios caballos detrás de él y podría haber causado un accidente grave si se hubiera golpeado los talones con otro caballo. Posteriormente, Sáez fue suspendido durante 15 días por "no controlar su montura". Posteriormente, los dos ganaron la carrera más rica del mundo, la Copa Saudita de 20.000.000 de dólares, en 2020, aunque la distribución de la bolsa quedó en suspenso debido a acusaciones de dopaje relacionadas con el entrenador del caballo.En 2020, Sáez se asoció con Essential Quality para ganar en Breeders' Futurity y Breeders' Cup Juveniles, lo que le valió a Sáez su primera victoria en la Breeders' Cup y al potro el Premio Eclipse como potro campeón de dos años. En 2021, los dos se unieron para ganar Blue Grass y Belmont Stakes, siendo este último la primera victoria de Sáez en una carrera de la Triple Corona estadounidense.